# ظهور صغری
ظهور صغری
ظهور کبری اولین بار در کتاب پرواز روح توسط سید حسن ابطحی از قول استادش آقاجان زنجانی مطرح شد. آقاجان زنجانی می‌گفت: همان گونه که غیبت مهدی دو قسمت داشت و به «غیبت صغری» و «غیبت کبری» تقسیم می‌شد همچنین ظهور هم به دو بخش تقسیم می‌شود:
یکی «ظهور صغری» است که از سال ۱۳۴۰ هجری قمری شروع شده است،
دوم «ظهور کبری» است که انشاءاللّه به همین زودی انجام خواهد شد.
سید حسن ابطحی معتقد است غیبت صغری برای این بود که چون شیعیان با ائمه اطهار قبل از امام مهدی ارتباط مستقیم داشتند و آمادگی برای قطع رابطه به طور کلّی نداشتند، یعنی هنوز نمی‌دانستند که چگونه باید بدون ارتباط با امامشان امور دینی و سیاسی خود را جمع کنند، احکام اسلام را استنباط نمایند، با مخالفین بحث کنند و حقّانیّت دین خود را اثبات نمایند و ده‌ها مطلب دیگر که در زمان حضور به ایشان مراجعه می‌کردند ولی حالا که امامشان غائب است و شناخته نمی‌شود، باید خود آن‌ها عهده‌دار مسائل فوق باشند. لذا خدا غیبت صغری را که هم ایشان غائب باشد و کسی دسترسی به او نداشته باشد و هم ارتباطی به وسیله‌ی نوّاب اربعه با او باشد که شیعیان دچار حیرت نشده و در مدّت حدود هفتاد سال بتوانند خود را آماده برای غیبت کبری بنمایند قرار داد. همچنین ظهور صغری برای این است که مردم دنیا بخصوص شیعیان و یاران مهدی آمادگی برای ظهور کبری پیدا کنند، یعنی در ظهور صغری اگر چه مردم خدمت مهدی مستقیم نمی‌رسند، ولی مقدّمات ظهور کبری است ظاهر شده است. برای ظهور صغری دلیل و علامت‌هایی توسط سید حسن ابطحی بیان شده که بطور خلاصه عبارتند از:
۱- رشد شدید اختراع و استعدادها، ۲- تطبیق معجزه‌های مهدی با علوم روز، ۳- توجه بیشتر شیعیان به یاد مهدی، ۴- با سواد شدن اکثریت مردم، ۵- توجه زیاد شیعیان به پرداخت سهم امام، ۶- افزایش چشمگیر تشرف و ملاقات‌ها به خدمت حجت بن الحسن، ۷- اقرار رابطه عالم اسلامی به وجود مهدی.
در اعتقاد شیعیان مرحله‌ای پس از غیبت کبری و پیش از ظهور کبری است که در آن مردم بیشتر متوجه مهدی شده و الطاف امام دوازدهم شیعیان بیشتر می شود و با برخی افراد ارتباط شان بیشتر شده است. از ظهور صغری همچنین با نام‌های دیگری چون ظهور اصغر، ظهور صغیر یا ظهور خفی نیز یاد شده‌است.
 ناصر مکارم شیرازی از مراجع تقلید، این معنا را برای ظهور صغری پذیرفته است.
طبق نظر علی کورانی در کتاب عصر ظهور بر اساس جمع‌بندی روایات شیعه و سنی در خصوص ظهور و قیام مهدی، ظهور مهدی از ابتدا تا تشکیل حکومت چهارده ماه طول می‌کشد. ظهور از ماه رجب و با خروج سفیانی آغاز می‌شود. در شش ماه نخست، ظهور مهدی غیرعلنی است و امور را به‌طور مخفیانه توسط یارانش رهبری می‌کند. سپس در ماه محرم قیام او از مکه آغاز می‌شود و وی از آنجا رهسپار مدینه، سپس عراق و نهایتاً شام می‌شود. او طی هشت ماه دشمنانش را شکست می‌دهد و جهان اسلام را یکپارچه تحت فرمان حکومت خود درمی‌آورد. سرانجام وارد قدس می‌شود. آنگاه با رومیان (که به نظر کورانی مقصود غربیان هستند) پیمان آتش‌بس می‌بندد. در این اثنا طبق روایات مسلمانان عیسی از ملکوت فرود می‌آید، تا حجت بر یهودیان و مسیحیان تمام شود. ترتیب حوادث فرود مسیح و آتش‌بس میان مسلمانان و رومیان (غربیان) در روایات دقیقاً مشخص نیست. به هر حال مسیح به مهدی می‌پیوندد و پشت مهدی نماز می‌خواند. سپس رومیان پیمان آتش‌بس را نقض می‌کنند و جنگ بسیار بزرگی در ساحل شرقی مدیترانه رخ می‌دهد و مهدی پیروز می‌شود.
بررسی یک جریان انحرافی
اگرچه در این زمان عده زیادی خدمت حجت بن الحسن می می‌رسند، ولی یک جریان انحرافی هم معتقد است که در حال حاضر ما در عصری به سر می‌بریم که امکان ارتباط و نیابت با حضرت برای برخی هست و حضرت از طریق نواب خاص خود احکام و دستورهای خود را اجرا می‌کند. آنها خود را مدعی نیابت امام زمان دانسته و تصمیم‌گیری‌های خود را منتسب به حکم حضرت می‌دانند و هر کسی که با تصمیم‌گیری‌های این‌ها مخالفت کند او را مخالف امام زمان می‌دانند.
در پاسخ به این مسئله نکاتی مطرح می‌شود:
هیچ دلیلی بر این معنای ظهور صغری یعنی داشتن نواب در غیبت صغری نیست، بلکه آنچه که در روایت‌ها آمده است علایم ظهور است نه ظهور صغری که یکی از علایم ظهور پر شدن زمین از ظلم و فساد است که در نتیجه آن مردم از همه جا قطع امید می‌کنند و جامعه نیاز به آمدن منجی الهی را با تمام وجود احساس می‌کند و در واقع ظهور و آمدن حضرت پاسخ خدا به نیاز بشریت است.
1. با دلایل فوق ما می‌پذیریم که ظهور هم مانند غیبت دو مرحله دارد ولی معلوم باشد که هیچ دلیلی بر امکان ارتباط با حضرت در ظهور صغری از راه افردای به مانند نواب نیست، ارتباط با حضرت در غیبت صغری به خاطر برخی نیازهای جامعه و آماده شدن مردم برای غیبت کبری بود چرا که در صورتی که غیبت کبری ازهمان ابتدا اتفاق می‌افتاد مردم اصل وجود امام را هم نمی‌پذیرفتند و اثبات وجود امام حاضر غایب برای مردم تقریبا غیر ممکن می‌شد، یعنی غیبت صغری برای آماده کردن مردم برای غیبت بزرگ امام بود که از زمان امام هادی شروع شده بود و از آن زمان مردم مانند قبل نمی‌توانستند با امام در ارتباط باشند، که در مورد ظهور صغری هم چنین مسئله‌ای مطرح هست. اگرچه مستقیما حدیث و روایتی در این زمینه نداریم یعنی با وجود این که درباره مسئله ظهور امامان سخن گفته‌اند لکن در این زمینه به صراحت مطلبی یافت نشده است؛ لذا اینکه کیفیت ظهور صغری چگونه بوده و ظهور صغری به چه صورتی اتفاق افتاده، محل بحث است.
2. ما کاملا می‌پذیریم که ظهور صغری وجود دارد و مقدمه ایی بر ظهور کبری است ولی سوال این است که فاصله ظهور صغری تا کبری چه مدتی است؟ زیرا اگر ظهور را با غیبت مقایسه کنیم مدت غیبت صغری مشخص بود اما آیا مدت ظهور صغری هم به این نحو معلوم می شود؟ به واقع این مقایسه غلط است زیرا با این حساب شروع ظهور کبری هم مشخص می‌شود در حالی که در روایات اصلا زمان مشخصی برای ظهور بیان نشده‌است و ائمه از تعیین‌کنندگان زمان ظهور به کذاب تعبیر کرده‌اند.
3. بر فرض تحقق ظهور صغری و امکان ارتباط با حضرت در ظهور صغری، آنچه که محل بحث است این است که چه کسانی می‌توانند با حضرت ارتباط داشته باشند؟ اگر هر کسی مدعی ارتباط با حضرت بشود و با اتکا به برخی علوم غریبه و ارتباط با جن پیشگویی‌هایی بکند و مدعی شود که آن‌ها را از جانب حضرت می‌گوید و آن‌ها را به حساب مدیریت انسان کامل در روی زمین بگذارد مشخص است که چه پیش خواهد آمد.